# Welcome to the Party (пісня Pop Smoke)
«Welcome to the Party» — дебютний сингл американського репера Pop Smoke з його дебютного мікстейпу Meet the Woo (2019). Він був випущений 23 квітня 2019 року Victor Victor Worldwide і Republic Records. Пісня була написана разом з продюсером 808Melo. Перший офіційний ремікс на пісню «Welcome to the Party» був випущений 15 серпня 2019 року разом із нью-йоркською реперкою Нікі Мінаж. Другий офіційний ремікс за участю британського репера Skepta вийшов 21 серпня 2019 року. Обидва ремікси пізніше були випущені в делюкс виданні Meet the Woo.
Дрил трек, у якому Pop Smoke читає про вулиці та членів банди. Пісня отримала позитивні відгуки від музичних критиків, і багато хто хвалив її за те, що вона ввела музику в мейнстрім. Пісня була включена в списки Complex, The New York Times, Pitchfork і Time на кінець 2019 року. Ремікс за участю Мінаж посів п’яте місце в американському чарті Billboard Bubbling Under Hot 100 і 48-е місце в чарті Hot R&B/Hip-Hop Songs. Асоціація індустрії звукозапису Америки (RIAA) відзначила платиновим сертифікатом.
Супровідне музичне відео (кліп) для пісні «Welcome to the Party» було знято GoddyGoddy та випущено 28 травня 2019 року. У ньому зображено групу чоловіків, які вимовляють імена мертвих або ув’язнених людей, а Поп Смоук читає реп та тримає маленьку дитину на руках. Репер прорекламував пісню, виконавши її для VevoDSCVR і програми MTV Total Request Live Fresh Ouwt Friday.

## Бекґраунд і запис пісні
Поп Смоук розпочав свою музичну кар’єру в 2018 році, відвідавши студію звукозапису в Брукліні разом із репером Jay Gwuapo.  Поп Смоук пішов у звукозаписну кабіну, щоб уперше спробувати почитати реп, просто щоб перевірити, чи зможе він це зробити. Він використав біт, отриманий від YouTube-каналу британського продюсера 808Melo, і записав ремікс версію синглу Sheff G «Panic Part 3» 2017 року під назвою «Mpr (Panic Part 3 Remix)». Репер написав «Welcome to the Party» у своїй спальні за півгодини.
У квітні 2019 року Pop Smoke подружився з американським продюсером Rico Beats, який був знайомий із звукозаписним директором Steven Victor. Вони домовилися про співбесіду, і в квітні 2019 року Pop Smoke підписав контракт з Victor Victor Worldwide, дочірньою компанією Universal Music. 23 квітня 2019 року Pop Smoke випустив «Welcome to the Party», головний сингл його дебютного мікстейпу Meet the Woo (2019).Сингл став проривом у Нью-Йорку, зібравши мільйони переглядів на YouTube.

## Композиція
У музичному відношенні «Welcome to the Party» — це дрил трек. Пісня була названа «хаотичною»  і містить «зловісний і жорстокий» текст, а голос Попа Смоука був виділений як «абсурдний»  і «надзвичайно» глибокий. Джессіка МакКінні з журналу Complex назвала пісню «явно бруклінською» через сильний акцент Поп Смоука та вправний ритм від продюсера 808Melo, який Pitchfork відзначив як «випадковий і басовий». 
Співробітники Vulture написали: «Мелодія, пронизана британським брудом, у поєднанні з баритоном Попа та нетрадиційною подачею зачарувала всіх, від вулиць Брукліна до решти світу». Поп Смоук сказав Genius, що «Welcome to the Party» не про дівчат, а про вулиці та банди.

## Критика
Багато критиків вважали «Welcome to the Party» гімном Нью-Йорка та гімном літа 2019. Alphonse Pierre із Pitchfork прокоментував, що це «поточний літній гімн його району». Jon Caramanica з The New York Times заявив, що пісня є «дико інтенсивним гарчанням, яке стало однією з пісень хіп-хопу цього літа». Complex зазначив, що він швидко «став одним із літніх гімнів Нью-Йорка». Briana Younger з NPR висловила думку, що пісня «залишається артефактом нью-йоркського літа». Dhruva Balram з NME сказав, що ця пісня змусила «світ піднятися і звернути увагу на харизму та талант Pop Smoke», і що це «можливо, пісня літа [2019]».
Trey Alston з MTV заявив, що прослуховування «Welcome to the Party» відчувається як «знову підйом 50 Cent». Пишучи для журналу Billboard, Michael Saponara зазначив, що «Welcome to the Party» був «записом, який звернув увагу хіп-хоп світу на те, що Pop Smoke планував бути набагато більшим, ніж місцевий феномен Брукліна». Hannah Giorgis з The Atlantic описала трек як «буйний гімн» і сказала, що він «домінував на світських заходах і на міських вулицях все літо». Chris Richards з The Washington Post описав, як ця пісня «вже ціле літо сочилася з розбитих вікон автомобілів у рідному Брукліні.

## Ремікси
Після набуття популярності пісня була реміксована ASAP Ferg, Pusha T, Rico Nasty, Skepta, Headie One, Dave East і Kiing Shooter, а також Meek Mill.
Pop Smoke вперше показав офіційний ремікс пісні «Welcome to the Party» за участю американської реперки Нікі Мінаж на вечірці з прослуховуванням у липні 2019 року. Пізніше він був випущений 16 серпня 2019 року. Другий ремікс за участю британського репера Skepta був випущений 21 серпня 2019 року. Обидва ремікси пізніше були включені до перевидання делюкс-релізу Meet the Woo.

## Чарти
| Чарт (2019–2020)                               | Найвища позиція |
| ---------------------------------------------- | --------------- |
| США Bubbling Under Hot 100 Singles (Billboard) | 5               |
| США (Hot R&B/Hip-Hop Songs) (Billboard)        | 48              |
| US Rolling Stone Top 100                       | 100             |

## Сертифікації
| Регіон                                                      | Сертифікація | Продажі   |
| ----------------------------------------------------------- | ------------ | --------- |
| Польща (ZPAV)                                               | Золотий      | 25 000    |
| Португалія (AFP)                                            | Золотий      | 5000      |
| Нова Зеландія (RIANZ)                                       | Платиновий   | 30 000    |
| Велика Британія (BPI)                                       | Золотий      | 400 000   |
| США (RIAA)                                                  | Платиновий   | 1 000 000 |
| продажі+прослуховування, що базуються лише на сертифікаціях |              |           |